# Єрмолино (Ленінський міський округ)
Єрмо́лино (рос. Ермолино) — село у складі Ленінського міського округу Московської області, Росія.

## Історія
З 1714 по 1812 рік в селі розташовувався імператорський кінний завод. У 1774 році на заводі було 155 коней. У жовтні 1812 року його спалили французи.

## Населення
Населення — 79 осіб (2010; 61 у 2002).
Національний склад (станом на 2002 рік):
- росіяни — 97 %